# The Rolling Bridge
The Rolling Bridge – stalowa kładka dla pieszych nad ślepą, północna odnogą Grand Union Canal (Paddington Branch) w Londynie (gmina City of Westminster).
Kładka została zaprojektowana przez studio Heatherwick (Thomas Heatherwick) i ukończona w 2004. Dwunastometrowa kładka składa się z ośmiu trójkątnych segmentów z drewnianą podłogą, które składają się na siebie, tworząc ośmiokątną formę spiętrzającą się po jednej stronie ścieżki holowniczej nad kanałem. Zbudowany został w Littlehampton Welding w Sussex i dotarł do Paddington kanałem. Projektant zdobył za to dzieło nagrodę Structural Steel Award oraz Emerging Architecture Award.
Rolling Bridge wykorzystuje złożony system siłowników hydraulicznych, które są umieszczone pionowo na moście i podnoszą przeguby w poręczach, powodując ugięcie się całej konstrukcji. Gdy obiekt się składa, każda z ośmiu sekcji jest jednocześnie podnoszona, powodując zwijanie się, aż oba końce zetkną się i uformują formę zbliżoną do okręgu.
Obiekt jest podnoszony w każdą środę i piątek o godzinie 12:00 oraz w soboty o godzinie 14:00.

## Galeria

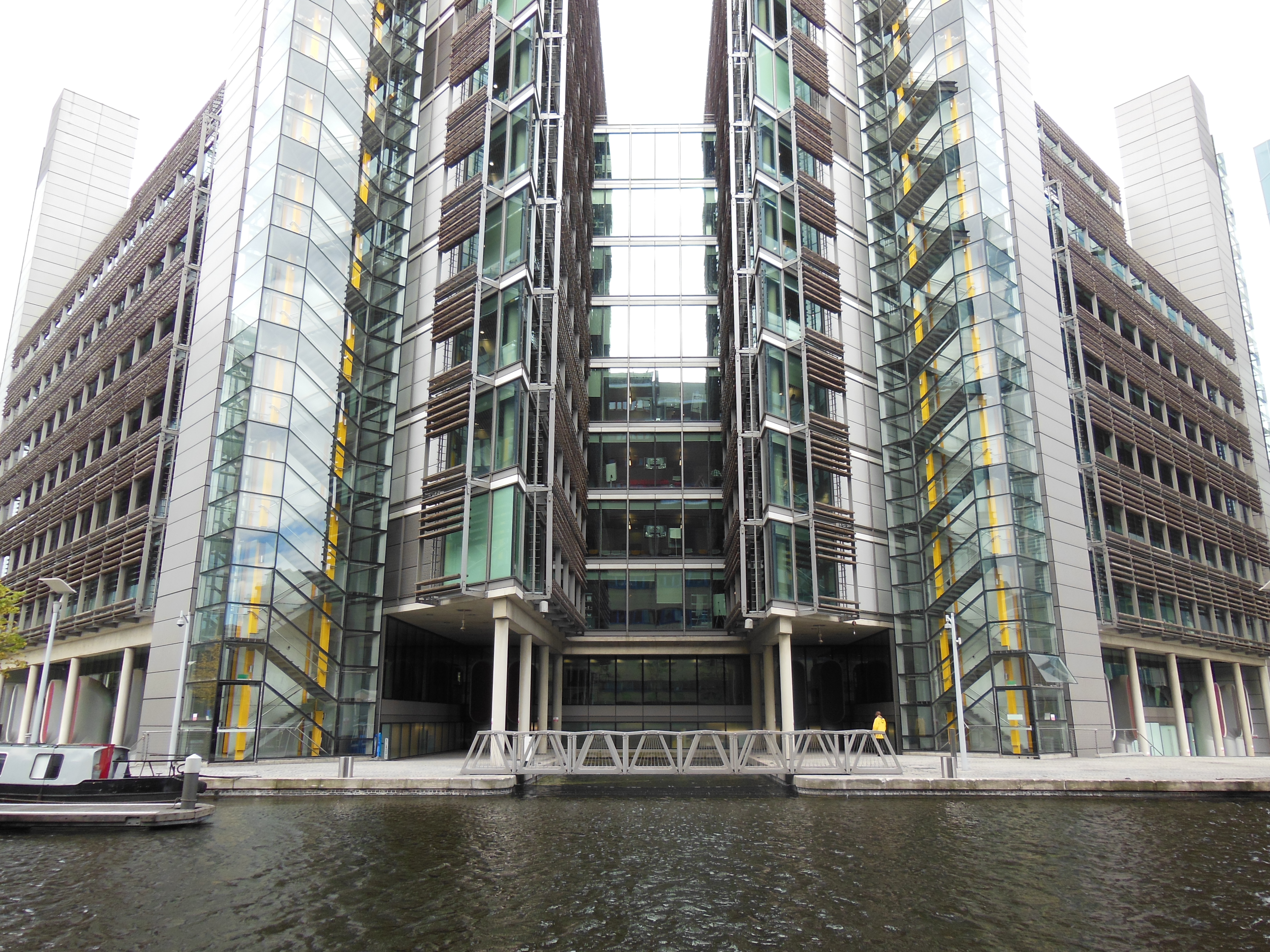
Kładka otwarta
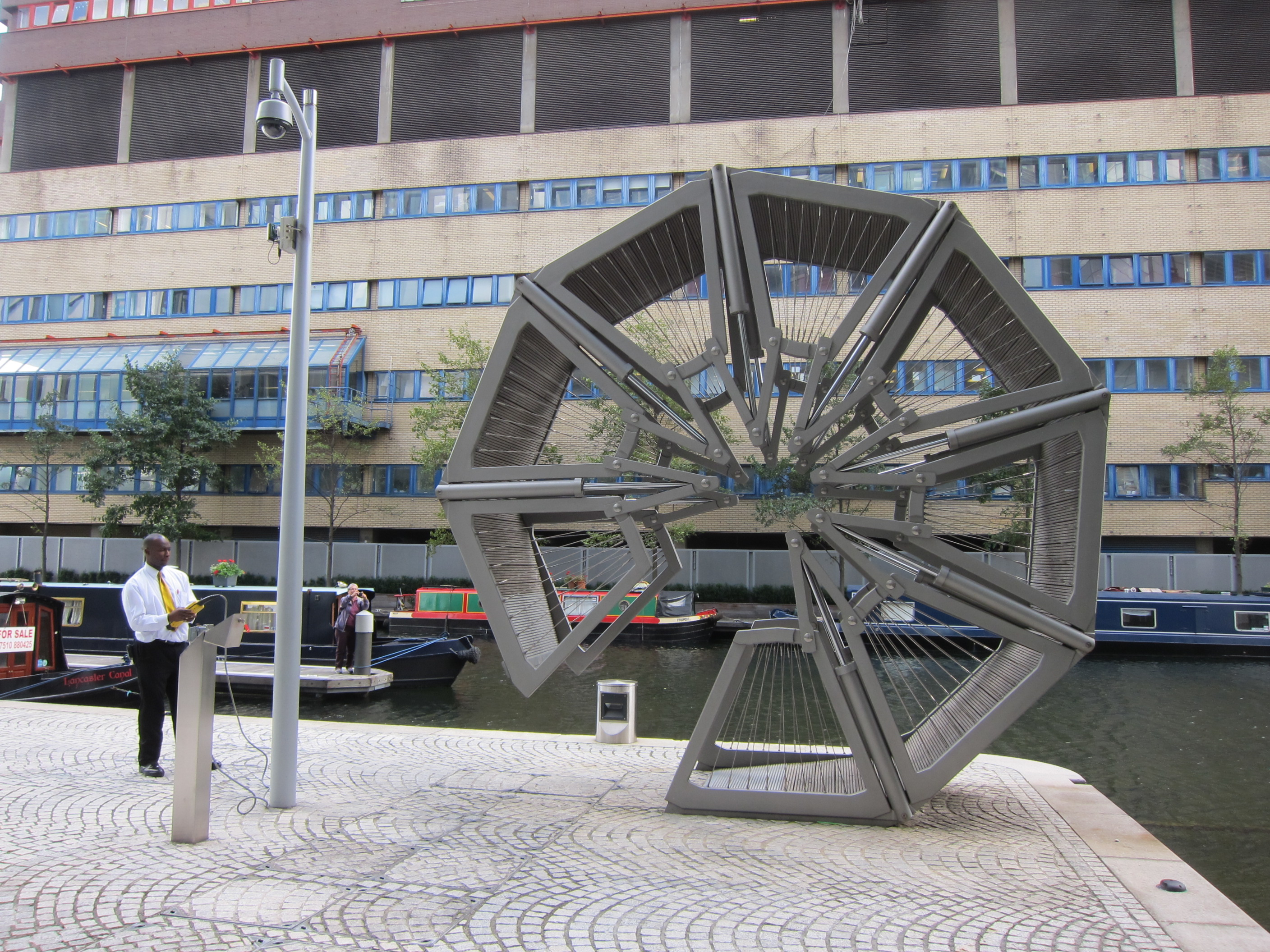
Kładka całkowicie zwinięta
Animacja